# 1470 en santé et médecine
| Années de la santé et de la médecine : 1467 - 1468 - 1469 - 1470 - 1471 - 1472 - 1473    |
| Décennies de la santé et de la médecine : 1440 - 1450 - 1460 - 1470 - 1480 - 1490 - 1500 |

Cet article présente les faits marquants de l'année 1470 en santé et médecine.

## Événements
- Mehmet le Conquérant fait construire un hôpital à Istanbul[1].
- Construction au Caire d'un hôpital et d'une école de médecine[2].
- Fondation de l'apothicairerie de la Ca' Granda de Milan[3].
- Fondation d'un hôtel-Dieu à Istres, en Provence[4].
- Jusqu'alors privée de locaux, la faculté de médecine de Paris s'installe à l'angle des rues de la Bûcherie et des Rats, dans une maison acquise grâce à un don fait en 1454 par Jacques Despars (1380-1458), Premier médecin du roi Charles VII[5],[6].
- Selon Gabriel Naudé, pour emprunter des ouvrages de Rhazès (865-925) à la faculté de médecine de Paris, le roi Louis XI est obligé de déposer en gage une partie de sa vaisselle[7].

## Publications

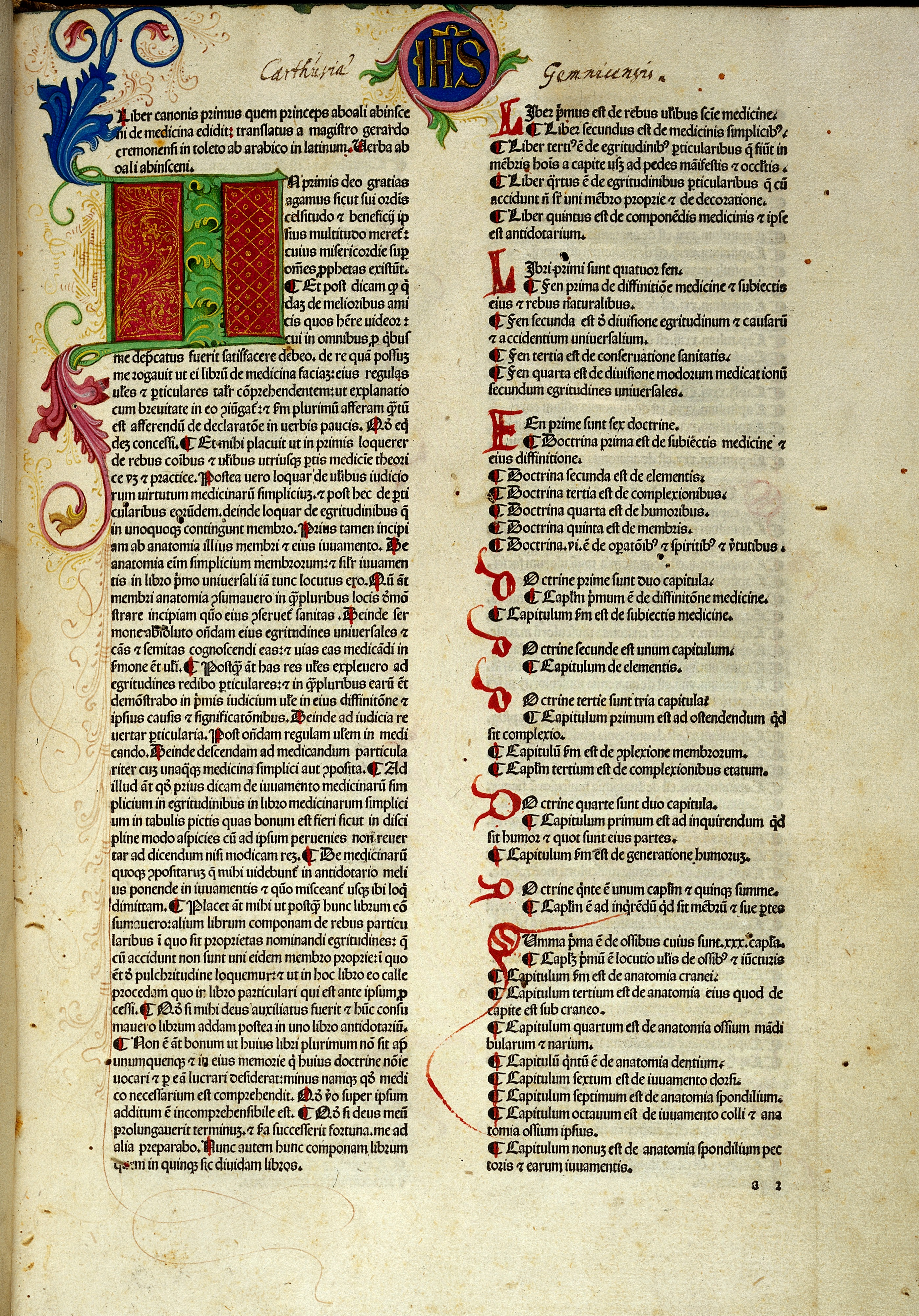
Avicenne
Canon I - IV
Padoue, J. Herbort
1479

- 1470-1500 : Le Canon d'Avicenne est réédité seize fois ; il le sera vingt fois au cours du XVIe siècle[8].
- Aggregator medicamentorum, seu de medicinis simplicibus de Jacopo Dondi, Strasbourg, Adolf Rusch, édition princeps de cette compilation de remèdes tirés des médecins grecs, latins et arabes écrite en 1355[9].

## Naissance
- Eucharius Rösslin (mort en 1526), médecin et apothicaire à Fribourg en Allemagne, surtout connu comme auteur d'un des premiers ouvrages d'obstétrique jamais publiés, « Le Jardin des roses des femmes enceintes et des sages-femmes » (Der schwangeren Frauen und Hebammen Rosengarten[10]).

## Décès
- 6 septembre : Giovanni Antonio da Faye (it)[11] (né en 1409), apothicaire toscan, auteur d'une autobiographie et d'une chronique qui ont fait l'objet de plusieurs études historiques ou linguistiques, depuis leur publication en 1904 et 1874[12].
- Guigone de Salins (née en 1403), femme de Nicolas Rolin avec qui elle a fondé en 1443 les hospices de Beaune que, devenue veuve, elle a dirigé de 1462 à sa mort[13].
- Vers 1470 : Johann de Ketham (de) (né vers 1415[14]), médecin allemand, éditeur de traités médicaux recueillis dans le Fasciculus medicinae (en), ouvrage posthume publié à Venise en 1491 et premier livre imprimé qui contienne des illustrations anatomiques[15].